# Maniobras vagales
Las maniobras vagales son acciones físicas utilizadas para estimular el sistema nervioso parasimpático activando el nervio vago.
El nervio vago es el nervio más largo del sistema nervioso autónomo, y ayuda a regular muchos aspectos críticos de la fisiología humana, incluida la frecuencia cardíaca, la presión arterial, la sudoración y la digestión, a través de la liberación de acetilcolina.

## Usos
El propósito principal de las maniobras vagales es el de reducir un ritmo de latidos cardíacos que simplemente se ha acelerado (palpitaciones, taquicardia) de manera inquietante para el paciente, pero siguiendo suficientemente estables el corazón del paciente y su salud general, por lo que sería posible intentar reducir directamente esa aceleración cardíaca mediante una de estas maniobras.
Aunque las maniobras vagales funcionen, si la causa de la aceleración de los latidos es un problema de salud crónico (permanente), la aceleración cardíaca regresaría un tiempo después, hasta recibir un tratamiento médico que la deje corregida.
El padecer otros síntomas además de la aceleración de latidos cardíacos podría indicar que el problema es más grave y requiere atención médica. En caso de que la taquicardia incluya arritmias irregulares, de una gravedad tal que parezca que el paciente va a quedarse en paro cardíaco inmediatamente, es recomendable solicitar un aparato desfibrilador (el cual está presente en muchos lugares), para intentar realizarle una desfibrilación al paciente ya inconsciente. 
Además del uso de maniobras vagales para reducir el ritmo cardíaco, estas maniobras también pueden ser utilizadas para intentar reducir el estrés.

## Lista de maniobras vagales
Existen diversas maniobras vagales, y el propio paciente podría preferir algunas de ellas a otras.
La siguiente es una lista de las principales maniobras vagales conocidas:
- Maniobra de Valsalva: Consiste en hacer fuerza para expulsar aire con las vías respiratorias cerradas (nariz y boca), mientras uno contiene la respiración durante unos breves instantes (alrededor de 20 segundos). O lo mismo con la glotis cerrada (impidiendo que el aire pase de la garganta), lo cual es una versión modificada de esta maniobra, para evitar forzar la entrada de aire en las trompas de Eustaquio (oídos). Es normal que el ritmo cardíaco aumente y la presión arterial baje durante gran parte de la maniobra, pese a que su efecto general sería de desaceleración del ritmo cardíaco y de favorecer su vuelta a la normalidad.
- Test de Czermak–Hering: Consiste en presionar mediante masaje sobre alguna de las leves hendiduras que se forman a los lados del cuello (llamadas senos carotídeos), y por donde pasan la arteria carótida izquierda y derecha, a la altura de la nuez. Normalmente la presión masajearía ambos lados, y podría ser realizada sobre un paciente tumbado. Está desaconsejada en pacientes con ateroma (placa de colesterol adherida a un vaso sanguíneo) por el riesgo de que esta maniobra pueda desplazar por la arteria carótida a un trombo que termine produciendo trombosis o embolia. La presión arterial puede reducirse notablemente según sea el uso de esta maniobra.
- Reflejo Aschner–Dagnini: Es una ligera compresión en los ojos, aunque podría ser suficiente moverlos desde un extremo hacia otro mediante sus músculos internos. Está desaconsejada si el paciente tiene problemas oculares (desprendimiento de retina, haber recibido una cirugía reciente, glaucoma, etcétera).
- Inmersión en agua fría: Es suficiente con sumergir la cara en agua a 21º o menos para que el cuerpo reaccione. También puede ser utilizada ropa empapada en agua fría o hielos.
- Posición de Trendelenburg: Colocarse tumbado boca arriba con la cabeza a una altura más baja que los pies.
- Bostezar.
- Respirar profundamente.
- Tragar.
- Cantar: Lo cual puede tener algún efecto adicional para la relajación y la mejora del estado de ánimo del paciente.